# Danse Macabre (książka)
Danse Macabre (ang. Danse Macabre) – książka napisana przez Stephena Kinga wydana w kwietniu 1981 roku. Jest to jeden z kilku tekstów tego autora, które nie są powieścią. Danse Macabre traktuje o roli horroru w amerykańskiej kulturze: filmie, radiu, książkach i komiksach. Autor ukazuje wielość motywów mających wpływ na twórczość Kinga, łącznie z najważniejszymi tekstami XIX i XX wieku. 

## Polskie wydania
Pierwsze polskie wydanie ukazało się w maju 1995 roku nakładem wydawnictwa Prószyński i S-ka; liczyło 676 stron (ISBN 83-7337-835-9). W 2009 roku została wznowiona przez to samo wydawnictwo; wydanie to liczyło 544 strony (ISBN 978-83-7648-170-8). Autorami przekładu obu wydań są Paweł Ziemkiewicz i Paulina Braiter.